# Spjutkastning för herrar i friidrott vid olympiska sommarspelen 2016
Herrarnas spjutkastning vid olympiska sommarspelen 2016, i Rio de Janeiro i Brasilien avgjordes den 17-20 augusti på Estádio Olímpico João Havelange.

## Medaljörer
| Spel          | Guld                   | Silver            | Brons                               |
| Spjutkastning | Thomas Röhler Tyskland | Julius Yego Kenya | Keshorn Walcott Trinidad och Tobago |

## Resultat

### Kval
| Placering | Grupp | Namn                    | Nationalitet        | #1    | #2    | #3    | Resultat | Noteringar |
| --------- | ----- | ----------------------- | ------------------- | ----- | ----- | ----- | -------- | ---------- |
| 1         | B     | Keshorn Walcott         | Trinidad och Tobago | 88,68 |       |       | 88,68    | Q          |
| 2         | B     | Johannes Vetter         | Tyskland            | 85,96 |       |       | 85,96    | Q          |
| 3         | A     | Julian Weber            | Tyskland            | 84,46 |       |       | 84,46    | Q          |
| 4         | B     | Ryohei Arai             | Japan               | 84,16 |       |       | 84,16    | Q          |
| 5         | B     | Petr Frydrych           | Tjeckien            | 78,57 | 80,17 | 83,60 | 83,60    | Q          |
| 6         | B     | Julius Yego             | Kenya               | 78,88 | x     | 83,55 | 83,55    | Q          |
| 7         | A     | Jakub Vadlejch          | Tjeckien            | 78,23 | 80,90 | 83,27 | 83,27    | Q          |
| 8         | A     | Dmytro Kosjnskij        | Ukraina             | 80,08 | 76,79 | 83,23 | 83,23    | Q          |
| 9         | A     | Thomas Röhler           | Tyskland            | 79,47 | 81,61 | 83,01 | 83,01    | Q          |
| 10        | B     | Vítězslav Veselý        | Tjeckien            | 81,32 | 81,32 | 82,85 | 82,85    | q          |
| 11        | B     | Antti Ruuskanen         | Finland             | 82,20 | x     | x     | 82,20    | q          |
| 12        | A     | Braian Toledo           | Argentina           | 78,99 | 81,96 | 80,36 | 81,96    | q          |
| 13        | A     | Joshua Robinson         | Australien          | 78,87 | 80,84 | 76,78 | 80,84    |            |
| 14        | B     | Zigismunds Sirmais      | Lettland            | 76,87 | 80,65 | 75,95 | 80,65    |            |
| 15        | A     | Marcin Krukowski        | Polen               | x     | 78,06 | 80,62 | 80,62    |            |
| 16        | B     | Júlio César de Oliveira | Brasilien           | 79,33 | 80,49 | 80,29 | 80,49    |            |
| 17        | A     | Kim Amb                 | Sverige             | 77,91 | 78,75 | 80,49 | 80,49    |            |
| 18        | B     | Tanel Laanmäe           | Estland             | 80,45 | 78,78 | 79,24 | 80,45    |            |
| 19        | B     | John Ampomah            | Ghana               | 79,09 | 80,39 | 78,90 | 80,39    |            |
| 20        | A     | Cyrus Hostetler         | USA                 | 76,48 | 78,69 | 79,76 | 79,76    |            |
| 21        | A     | Tero Pitkämäki          | Finland             | 77,91 | 78,58 | 79,56 | 79,56    |            |
| 22        | A     | Risto Mätas             | Estland             | 76,23 | 79,26 | 79,40 | 79,40    |            |
| 23        | A     | Magnus Kirt             | Estland             | x     | 77,60 | 79,33 | 79,33    |            |
| 24        | A     | Rocco van Rooyen        | Sydafrika           | x     | 71,05 | 78,48 | 78,48    | SB         |
| 25        | B     | Hamish Peacock          | Australien          | 77,91 | 76,22 | 76,40 | 77,91    |            |
| 26        | B     | Ivan Zajtsev            | Uzbekistan          | 73,49 | 72,92 | 77,83 | 77,83    |            |
| 27        | B     | Ari Mannio              | Finland             | 77,14 | 76,77 | 77,73 | 77,73    |            |
| 28        | A     | Rolands Štrobinders     | Lettland            | 76,76 | x     | 77,73 | 77,73    |            |
| 29        | A     | Stuart Farquhar         | Nya Zeeland         | 74,24 | 77,32 | 74,38 | 77,32    |            |
| 30        | A     | Ahmed Bader Magour      | Qatar               | x     | 77,19 | x     | 77,19    |            |
| 31        | B     | Łukasz Grzeszczuk       | Polen               | 76,31 | 76,52 | 76,14 | 76,52    |            |
| 32        | A     | Leslie Copeland         | Fiji                | 76,04 | 75,68 | x     | 76,04    |            |
| 33        | B     | Huang Shih-feng         | Kinesiska Taipei    | 74,33 | x     | x     | 74,33    |            |
| 34        | B     | Sam Crouser             | USA                 | 73,78 | 73,66 | x     | 73,78    |            |
| 35        | B     | Sean Furey              | USA                 | 69,40 | 72,61 | 71,35 | 72,61    |            |
| 36        | A     | RM Sumeda Ranasinghe    | Sri Lanka           | 69,62 | 71,93 | x     | 71,93    |            |
| —         | A     | Bobur Sjokirjonov       | Uzbekistan          | x     | x     | x     | NM       |            |

### Final
| Placering | Namn             | Nationalitet        | #1    | #2    | #3    | #4               | #5               | #6               | Resultat | Noteringar |
| --------- | ---------------- | ------------------- | ----- | ----- | ----- | ---------------- | ---------------- | ---------------- | -------- | ---------- |
| 1         | Thomas Röhler    | Tyskland            | 87,40 | 85,61 | 87,07 | 84,84            | 90,30            | x                | 90,30    |            |
| 2         | Julius Yego      | Kenya               | 88,24 | x     | –     | x                | r*               | r*               | 88,24    | SB         |
| 3         | Keshorn Walcott  | Trinidad och Tobago | 83,45 | 85,38 | 83,38 | 80,33            | x                | x                | 85,38    |            |
| 4         | Johannes Vetter  | Tyskland            | 85,32 | x     | 82,54 | x                | 83,61            | 81,74            | 85,32    |            |
| 5         | Dmytro Kosjnskij | Ukraina             | 82,51 | 83,95 | 83,64 | 81,61            | 81,21            | x                | 83,95    | PB         |
| 6         | Antti Ruuskanen  | Finland             | x     | 77,81 | 83,05 | x                | x                | 80,00            | 83,05    |            |
| 7         | Vítězslav Veselý | Tjeckien            | 78,20 | 82,51 | x     | x                | x                | 78,63            | 82,51    |            |
| 8         | Jakub Vadlejch   | Tjeckien            | 80,02 | 82,42 | 81,59 | 80,32            | x                | x                | 82,42    |            |
| 9         | Julian Weber     | Tyskland            | 80,29 | 80,13 | 81,36 | Gick inte vidare | Gick inte vidare | Gick inte vidare | 81,36    |            |
| 10        | Braian Toledo    | Argentina           | 77,89 | 79,51 | 79,81 | Gick inte vidare | Gick inte vidare | Gick inte vidare | 79,81    |            |
| 11        | Ryohei Arai      | Japan               | 77,98 | 79,47 | 72,49 | Gick inte vidare | Gick inte vidare | Gick inte vidare | 79,47    |            |
| 12        | Petr Frydrych    | Tjeckien            | 76,15 | 76,79 | 79,12 | Gick inte vidare | Gick inte vidare | Gick inte vidare | 79,12    |            |